# Градоначальники Москви
Спи́сок голі́в місько́ї адміністра́ції Москви́ з 1709-го до тепер.
У Москві з 1804-го існувало генерал-губернаторство, яке складалося тільки з однієї Московської губернії (на відміну від інших генерал-губернаторств, які об'єднували кілька губерній). Таким чином Москва та Московська губернія мали одночасно двох начальників — вищого (генерал-губернатора, по-простому — військового губернатора) та нижчого (губернатора, по-простому — цивільного губернатора), повноваження їх були розділені складним чином.
У 1905-му (з 01 січня) указом імператора Миколи II було засновано Московське градоначальництво (значною мірою незалежне від Московської губернії), і генерал-губернатор став керувати московським цивільним губернатором (начальником Московської губернії) і московським градоначальником. У період між відставкою великого князя Сергія Олександровича (1 січня 1905) та призначенням Олександра Козлова (14 квітня 1905 року), що припав на розвиток революції 1905 року, генерал-губернатора в Москві не було.
Після 1917-го Москвою керували голови Виконкому Моссовєта та секретарі Московського обкому партії.
З 1991-го містом керує мер Москви.

## Російська імперія
| Прізвище, ім'я, по-батькові            | Роки життя            | Посада                                                                               | Період керівництва                  |
| -------------------------------------- | --------------------- | ------------------------------------------------------------------------------------ | ----------------------------------- |
| Стрєшнєв Тихон Микитович               | 1644—1719             | губернатор                                                                           | 3 лютого 1709 — 22 лютого 1711      |
| Єршов Василь Семенович                 | 1672—?                | управитель Московської губернії                                                      | 22 лютого 1711 — січень 1712        |
| Єршов Василь Семенович                 | 1672—?                | віце-губернатор                                                                      | січень 1712—1719                    |
| Ромодановський Михайло Григорович      | 1653—1713             | губернатор                                                                           | 23 січня 1712 — 30 січня 1713       |
| Салтиков Олексій Петрович              | бл.1650—1725 або 1726 | губернатор                                                                           | 1713 — 2 травня 1716                |
| Наришкін Кирило Олексійович            | ?—1723                | губернатор                                                                           | 24 січня 1716 — 8 квітня 1719       |
| Воєйков Іван Лукич                     | ?—1726                | віце-губернатор                                                                      | 8 квітня 1719 — березень 1726       |
| Вельямінов-Зернов Петро Іванович       | ?—?                   | віце-губернатор                                                                      | Березень 1726 — 21 листопада 1738   |
| Плещеєв Олексій Львович                | 1691—1741             | губернатор                                                                           | 28 лютого 1727 — 8 травня 1727      |
| Ромодановський Іван Федорович          | ?—1730                | генерал-губернатор                                                                   | 8 травня 1727 — 4 квітня 1729       |
| Плещеєв Олексій Львович                | 1691—1741             | губернатор                                                                           | 16 квітня 1729 — 6 березня 1730     |
| Салтиков Василь Федорович              | 1675—1751             | генерал-губернатор                                                                   | 6 березня 1730 — 5 жовтня 1730      |
| Чернишов Григорій Петрович             | 1672—1745             | генерал-губернатор                                                                   | 14 вересня 1731 — 21 серпня 1735    |
| Дельден Вілім Вилимович                | 1662—1735             | губернатор                                                                           | 13 жовтня 1732 — 3 січня 1733       |
| Балк Федір Миколайович                 | 1670—1738             | губернатор                                                                           | 17 червня 1734 — 10 листопада 1738  |
| Барятинський Іван Федорович            | ?—1738                | генерал-губернатор                                                                   | 21 серпня 1735 — 19 червня 1736     |
| Юсупов Борис Григорович                | 1695—1759             | віце-губернатор                                                                      | 21 листопада 1738 — 14 лютого 1740  |
| Юсупов Борис Григорович                | 1695—1759             | губернатор                                                                           | 14 лютого 1740 — 31 грудня 1741     |
| Трубецкой Іван Юрійович                | 1667—1750             | генерал-губернатор                                                                   | 23 травня — грудня 1739             |
| Карл Бірон                             | 1684—1746             | губернатор                                                                           | 3 березня 1740 — листопада 1740     |
| Салтиков Володимир Семенович           | 1705—1751             | віце-губернатор                                                                      | 31 грудня 1741 — 6 січня 1751       |
| Бутурлін Олександр Борисович           | 1694—1767             | головнокомандувач                                                                    | 12 грудня 1742—1744                 |
| Левашов Василь Якович                  | 1667—1751             | головнокомандувач                                                                    | 15 грудня 1744 — 7 квітня 1751      |
| Ушаков Семен Петрович                  | 1702—?                | віце-губернатор                                                                      | 14 січня 1751 — 10 грудня 1755      |
| Голіцин Сергій Олексійович             | 1695—1758             | губернатор                                                                           | 29 березня 1753 — 12 червня 1756    |
| Жеребцов Микола Григорович             | ?—?                   | віце-губернатор                                                                      | 10 грудня 1755 — 9 червня 1762      |
| Черкаський Петро Борисович             | ?—1768                | губернатор                                                                           | 16 серпня 1760 — 17 січня 1762      |
| Бутурлін Олександр Борисович           | 1694—1767             | генерал-губернатор                                                                   | 9 червня 1762—1763                  |
| Жеребцов Микола Григорович             | ?—?                   | губернатор                                                                           | 9 червня 1762—1764                  |
| Салтиков Петро Семенович               | 1698—1772             | головнокомандувач у Москві                                                           | 15 травня 1763 — 13 листопада 1771  |
| Орлов Григорій Григорович              | 1734—1783             | головнокомандувач                                                                    | 21 вересня 1771 — 17 листопада 1771 |
| Волконський Михайло Микитович          | 1713—1788             | генерал-губернатор                                                                   | 5 листопада 1771—1780               |
| Долгоруков-Кримський Василь Михайлович | 1722—1782             | головнокомандувач                                                                    | 11 квітня 1780 — 30 січня 1782      |
| Чернишов Захар Григорович              | 1722—1784             | головнокомандувач                                                                    | 4 лютого 1782 — 29 серпня 1784      |
| Брюс Яків Олександрович                | 1732—1791             | головнокомандувач                                                                    | 4 вересня 1784 — 26 червня 1786     |
| Єропкін Петро Дмитрович                | 1724—1805             | головнокомандувач                                                                    | 28 червня 1786 — 19 лютого 1790     |
| Прозоровський Олександр Олександрович  | 1732—1809             | головнокомандувач                                                                    | 19 лютого 1790 — 21 березня 1795    |
| Ізмайлов Михайло Михайлович            | 1719—1800             | головнокомандувач                                                                    | 21 березня 1795 — 20 листопада 1796 |
| Ізмайлов Михайло Михайлович            | 1719—1800             | начальствувач громадянської частиною в Москві й губернії                             | 20 листопада 1796 — 2 травня 1797   |
| Долгоруков Юрій Володимирович          | 1740—1830             | головнокомандувач                                                                    | 2 травня 1797 — 29 листопада 1797   |
| Салтиков Іван Петрович                 | 1730—1805             | військовий губернатор і начальствувач у Москві й губернії з цивільної частини        | 29 листопада 1797 — 1 травня 1804   |
| Беклешов Олександр Андрійович          | 1743—1808             | військовий губернатор і начальствувач в Москві й губернії з цивільної частини        | 1 травня 1804 — 3 серпня 1806       |
| Тутолмін Тимофій Іванович              | 1740—1809             | військовий губернатор і головноначальствувач у Москві й губернії з цивільної частини | 3 серпня 1806 — 8 серпня 1809       |
| Гудович Іван Васильович                | 1741—1820             | головнокомандувач                                                                    | 8 серпня 1809 — 12 травня 1812      |
| Ростопчин Федір Васильович             | 1763—1826             | військовий губернатор                                                                | 24—29 травня 1812                   |
| Ростопчин Федір Васильович             | 1763—1826             | головнокомандувач                                                                    | 29 травня 1812 — 30 серпня 1814     |
| Тормасов Олександр Петрович?           | 1752—1819             | військовий губернатор                                                                | 30—31 серпня 1814                   |
| Тормасов Олександр Петрович?           | 1752—1819             | головнокомандувач                                                                    | 31 серпня 1814 — 30 жовтня 1816     |
| Тормасов Олександр Петрович?           | 1752—1819             | військовий генерал-губернатор                                                        | 30 жовтня 1816 — 13 листопада 1819  |
| Голіцин Дмитро Володимирович           | 1771—1844             | військовий генерал-губернатор                                                        | 6 січня 1820 — 27 березня 1844      |
| Щербатов Олексій Григорович            | 1776—1848             | виправлювач посади військового генерал-губернатора                                   | 6 червня 1843 — 14 квітня 1844      |
| Щербатов Олексій Григорович            | 1776—1848             | військовий генерал-губернатор                                                        | 14 квітня 1844 — 6 травня 1848      |
| Закревський Арсеній Андрійович         | 1786—1865             | військовий генерал-губернатор                                                        | 6 травня 1848 — 16 квітня 1859      |
| Строганов Сергій Григорович            | 1794—1882             | військовий генерал-губернатор                                                        | 17 квітня 1859 — 8 вересня 1859     |
| Тучков Павло Олексійович               | 1803—1864             | військовий генерал-губернатор                                                        | 8 вересня 1859 — 21 січня 1864      |
| Офросімов Михайло Олександрович        | 1797—1868             | військовий генерал-губернатор                                                        | 28 січня 1864 — 30 серпня 1865      |
| Сіверс Андрій Карлович                 | 1823—1887             | губернатор                                                                           | 29 листопада 1866 — 27 жовтня 1867  |
| Долгоруков Володимир Андрійович        | 1810—1891             | генерал-губернатор                                                                   | 30 серпня 1865 — 26 лютого 1891     |
| Костанді Апостол Спиридонович          | 1817—1898             | виправлювач посади генерал-губернатора                                               | 28 лютого 1891 — 5 травня 1891      |
| Великий князь Сергій Олександрович     | 1857—1905             | генерал-губернатор                                                                   | 26 лютого 1891 — 1 січня 1905       |
| Козлов Олександр Олександрович         | 1837—1924             | генерал-губернатор                                                                   | 14 квітня 1905 — 15 липня 1905      |
| Дурново Петро Павлович                 | 1835—1919             | Генерал-губернатор                                                                   | 15 липня 1905 — 24 листопада 1905   |
| Дубасов Федір Васильович               | 1845—1912             | генерал-губернатор                                                                   | 24 листопада 1905 — 5 липня 1906    |
| Гершельман Сергій Костянтинович        | 1854—1910             | генерал-губернатор                                                                   | 5 липня 1906 — 17 березня 1909      |
| Гершельман Сергій Костянтинович        | 1854—1910             | виконувач обов'язків генерал-губернатора                                             | 17 березня 1909 — 15 квітня 1909    |
| Джунковський Володимир Федорович       | 1865—1938             | губернатор                                                                           | 6 серпня 1908 — 25 січня 1913       |
| Адріанов Олександр Олександрович       | 1861—1918             | градоначальник                                                                       | 7 лютого 1908 — 30 травня 1915      |
| Адріанов Олександр Олександрович       | 1861—1918             | головноначальствувач над Москвою                                                     | 11 липня 1914 — 5 травня 1915       |
| Юсупов Фелікс Феліксович (старший)     | 1856—1928             | головноначальствувач над Москвою                                                     | 5 травня 1915 — 3 вересня 1915      |
| Мрозовський Йосип Іванович             | 1857—1934             | командувач військами Московського військового округу                                 | 10 вересня 1915 — 1 березня 1917    |
| Мрозовський Йосип Іванович             | 1857—1934             | головний начальник Москви                                                            | 2 жовтня 1915 — 1 березня 1917      |

## Тимчасовий уряд
| Прізвище, ім'я, по-батькові | Роки життя | Посада                              | Період керівництва                   |
| --------------------------- | ---------- | ----------------------------------- | ------------------------------------ |
| Челноков Михайло Васильович | 1863—1935  | комісар Тимчасового уряду по Москві | 1 березня 1917 року — 6 березня 1917 |
| Кішкін Микола Михайлович    | 1864—1930  | комісар Тимчасового уряду по Москві | 6 березня 1917 — 25 вересня 1917     |
| Руднєв Вадим Вікторович     | 1874—1940  | Московський міський голова          | 11 липня 1917 — 2 листопада 1917     |

## РРФСР і СРСР
| Прізвище, ім'я, по-батькові     | Роки життя | Посада                                                                                           | Період керівництва                  |
| ------------------------------- | ---------- | ------------------------------------------------------------------------------------------------ | ----------------------------------- |
| Ногін Віктор Павлович           | 1878—1924  | голова президії виконкому Московської Ради робітничих депутатів                                  | 19 вересня 1917 — 13 листопада 1917 |
| Покровський Михайло Миколайович | 1868—1932  | голова президії Московської Ради робітничих і солдатських депутатів                              | 14 листопада 1917 — березень 1918   |
| Смидович Петро Гермогеновіч     | 1874—1935  | голова президії Московської Ради робітничих і червоноармійських депутатів                        | Березень — жовтні 1918              |
| Каменєв Лев Борисович           | 1883—1936  | голова президії Московської Ради робітничих, селянських і червоноармійських депутатів            | Жовтень 1918 — травень 1926         |
| Уханов Костянтин Васильович     | 1891—1937  | голова виконкому Московської Ради робітничих, селянських і червоноармійських депутатів           | 17 травня 1926 — 23 вересня 1929    |
| Уханов Костянтин Васильович     | 1891—1937  | голова виконкому Московського обласної ради робочих і селянських депутатів                       | 23 вересня 1929 — 28 лютого 1931    |
| Булганін Микола Олександрович   | 1895—1975  | голова виконкому Московського міського Ради робітничих, селянських і червоноармійських депутатів | 28 лютого 1931 — 11 серпня 1937     |
| Сидоров Іван Іванович           | 1897—1984  | голова виконкому Московського міського Ради робітничих, селянських і червоноармійських депутатів | 11 серпня 1937 — 3 листопада 1938   |
| Єфремов Олександр Іларіонович   | 1904—1951  | голова виконкому Московського міського Ради робітничих, селянських і червоноармійських депутатів | 3 листопада 1938 — 14 квітня 1939   |
| Пронін Василь Прохорович        | 1905—1993  | голова виконкому Московського міського Ради депутатів трудящих                                   | 14 квітня 1939 — 7 грудня 1944      |
| Попов Георгій Михайлович        | 1906—1968  | голова виконкому Московського міського Ради депутатів трудящих                                   | 7 грудня 1944 — грудень 1949        |
| Яснов Михайло Олексійович       | 1906—1991  | голова виконкому Московського міського Ради депутатів трудящих                                   | 18 січня 1950 — 2 лютого 1956       |
| Бобровников Микола Іванович     | 1909—1992  | голова виконкому Московського міського Ради депутатів трудящих                                   | 2 лютого 1956 — 2 вересня 1961      |
| Дигай Микола Олександрович      | 1908—1963  | голова виконкому Московського міського Ради депутатів трудящих                                   | 2 вересня 1961 — 6 березня 1963     |
| Промислов Володимир Федорович   | 1908—1993  | голова виконкому Московського міського Ради депутатів трудящих                                   | 11 березня 1963 — 16 жовтня 1977    |
| Промислов Володимир Федорович   | 1908—1993  | голова виконкому Московського міського Ради народних депутатів                                   | 16 жовтня 1977 — грудня 1985        |
| Сайкін Валерій Тимофійович      | нар.1937   | голова виконкому Московського міського Ради народних депутатів                                   | 3 січня 1986 — 13 квітня 1990       |
| Попов Гаврило Харитонович       | нар.1936   | голова Московської міської Ради народних депутатів                                               | Квітень 1990 — червень 1991         |
| Лужков Юрій Михайлович          | 1936—2019  | голова виконкому Московського міського Ради народних депутатів                                   | 26 квітня 1990 — липень 1991        |
| Попов Гаврило Харитонович       | нар.1936   | мер Москви                                                                                       | червень 1991 — 6 червня 1992        |

## Російська Федерація
| Прізвище, ім'я, по-батькові | Роки життя | Посада                                      | Період керівництва               |
| --------------------------- | ---------- | ------------------------------------------- | -------------------------------- |
| Лужков Юрій Михайлович      | 1936—2019  | мер Москви, голова Уряду Москви             | 6 червня 1992 — 28 вересня 2010  |
| Ресін Володимир Йосипович   | нар.1936   | тимчасовий виконувач обов'язків Мера Москви | 28 вересня 2010 — 21 жовтня 2010 |
| Собянін Сергій Семенович    | нар.1958   | мер Москви                                  | 21 жовтня 2010 — даний час       |